# Aphrophora koshireana
Aphrophora koshireana är en insektsart som beskrevs av Matsumura 1940. Aphrophora koshireana ingår i släktet Aphrophora och familjen spottstritar. Inga underarter finns listade i Catalogue of Life.